# Musik i mörker
Musik i mörker är en svensk dramafilm från 1948 i regi av Ingmar Bergman. I huvudrollerna ses Mai Zetterling och Birger Malmsten.

## Handling
Vid en skjutövning förlorar den värnpliktige Bengt synen. Under den första tiden får han bo hos släktingar ute på landet där den unga Ingrid arbetar som hembiträde. Hon förälskar sig i honom, men han är upptagen av sin egen bitterhet. Deras vägar skiljs för lång tid tills de en dag åter möts.

## Om filmen
Filmen premiärvisades den 17 januari 1948 på biograf Royal vid Kungsgatan i Stockholm. Den filmades vid Sandrew-Ateljéerna i Stockholm av Göran Strindberg. Som förlaga har man Dagmar Edqvists roman Musik i mörker som utgavs 1946. Ingmar Bergman medverkar själv i en statistroll som tidningsläsande tågpassagerare. Filmen var ett av bidragen på filmfestivalen i Venedig 1948, där den fick ett välvilligt mottagande.
Musik i mörker har visats i SVT, bland annat 1999, 2009, 2018, i december 2020, i november 2022 och i maj 2025.

## Mottagande
I Dagens Nyheter fick filmen en nedgörande recension av Carl Björkman: "Ty det är verkligen en enformig film, entonigt berättad, utan glädje och munterhet, utan spontanitet. Den har ingen kontakt med livet, den är inte vänlig, inte vardaglig, den spelar på något sätt i en värld där inte bara ljuset utan också luften fattas." I Aftonbladet ansåg recensenten Filmson att den var Bergmans "styvaste" film dittills och fortsatte "[...] här har Ingmar Bergman lyckats få en djup värme och ömhet över den inspirerade bildberättelsen som man tidigare endast anat." I Morgon-Tidningen ansåg Nils Beyer att överföringen från roman till film inte var helt lyckad och att alla huvudpersonens svårigheter löstes genom ett traditionellt lyckligt slut.

## Roller i urval
- Mai Zetterling – Ingrid (Maria) Olofsson
- Birger Malmsten – Bengt Vyldeke
- Olof Winnerstrand – kyrkoherde Kerrman
- Naima Wifstrand – Beatrice Schröder, Bengts moster
- Bibi Skoglund – Agneta Vyldeke, Bengts syster
- Hilda Borgström – Lovisa, hushållerska hos Schröders
- Douglas Håge – Kruge, krögaren på Hotell Ritz
- Gunnar Björnstrand – Klasson, violinist på Hotell Ritz
- Bengt Eklund – Ebbe Larsson, Ingrids fästman och studiekamrat
- Åke Claesson – Augustin Schröder, Bengts och Agnetas morbror, Beatrices man
- John Elfström – Otto Kelmens, blind arbetare
- Rune Andréasson – Evert, busgrabb
- Bengt Logardt – Einar Born
- Marianne Gyllenhammar – Blanche, Bengts fästmö, senare Einar Borns fästmö
- Sven Lindberg – Hedström, musikdirektör på blindskolan

## Musik i filmen
- Serse. Ombra mai fù/Largo (Largo), kompositör Georg Friedrich Händel, text Nicola Minatò och Silvio Stampiglia, framförs instrumentalt på orgel
- Sonat, piano, nr 14, op. 27:2, ciss-moll, "Månskenssonaten", kompositör Ludwig van Beethoven
- Fantasistycke, piano, op. 12. Nr 2: Aufschwung, kompositör Robert Schumann, framförs instrumentalt på piano
- Ballad, piano, nr 3, op. 47, Ass-dur, kompositör Frédéric Chopin, instrumental
- Vals, piano, nr 7, op. 64:2, ciss-moll, kompositör Frédéric Chopin, framförs instrumentalt på piano
- Bedstefars Vals (Se, farfar dansar gammal vals), kompositör Tom Andy, dansk text Arvid Müller, svensk text Dix Dennie, framförs instrumentalt på piano
- Modlitwa dziewicy/La prière d'une vierge (Jungfruns bön), kompositör Tekla Bądarzewska-Baranowska, framförs instrumentalt på piano och violin
- Preludium, piano, nr 24, op. 28, d-moll, kompositör Frédéric Chopin, instrumental
- Swingimprovisation, kompositör Erland von Koch, framförs på piano av Reinhold Svensson
- Symfoni, nr 3, op. 55, Ess-dur. Sats 4 (Eroica. Sats 4), kompositör Ludwig van Beethoven, instrumental
- Nocturne, piano, op. 9. Nr 2, kompositör Frédéric Chopin, framförs instrumentalt på piano
- Raymond. Uvertyr, kompositör Ambroise Thomas, text Joseph Bernard Rosier och Adolphe de Leuven, instrumental
- Treulich geführt, ziehet dahin. Ur Lohengrin (Brudmarsch. Ur Lohengrin), kompositör och text Richard Wagner, svensk text Fritz Ahlgrensson, instrumental

## Digitaliseringar
Filmen gavs ut på DVD 2007.
År 2017 gjordes på Svenska Filminstitutets uppdrag en digitalisering till dagens distributionsstandard från negativet med ett restaurerat ljudspår.